# Bánh bao chỉ
Bánh bao chỉ (tiếng Trung: 糯米糍; bính âm: nuòmǐcí, Hán Việt: nhu mễ chỉ) là một loại bánh bao được xuất phát từ Hồng Kông,Trung Quốc. Loại bánh này được làm bằng bột nếp với bốn loại nhân mè đen, dừa, đậu xanh, đậu phộng. Với âm gọi và hình dáng bánh tròn màu trắng cũng giống như cái bánh bao nên nó được gọi theo tiếng Việt là "bánh bao chỉ" để phân biệt với bánh bao bột mì.

## Nguyên liệu
Loại bánh này được làm bằng bột nếp với bốn loại nhân mè đen, dừa, đậu xanh, đậu phộng, có hình dáng bánh tròn màu trắng, ngoài ra cũng có bánh bao chỉ dạng thuôn dài. Bánh bao chỉ trong các nhà hàng thì được làm nhỏ khoảng phân nửa so với bánh bao chỉ bình dân, ngoài các loại nhân như kể trên, bánh còn được chế biến bằng nhiều loại nhân cao cấp hơn như sầu riêng, hạt sen hoặc có nơi còn làm bánh bao chỉ đậu phộng. Nếu bánh bao chỉ bình dân vỏ bánh được làm bằng bột nếp bình thường, thì trong nhà hàng vỏ bánh được nhồi với sữa tươi, nước cốt dừa, lá dứa hoặc trà xanh để tăng hương thơm vị béo.
Lớp áo ngoài của bánh là những cọng dừa nạo trắng tinh cũng như bánh mochi phủ lớp bột nếp rang hay bột bắp để chống dính. Làm bánh bao chỉ không khó bởi nguyên liệu rất sẵn. Còn các chất phụ gia làm dẻo, dai, chống mốc, chống kiến cũng không phải khó tìm . Bánh bao chỉ của Trung Quốc được sản xuất tren dây chuyền công nghệ hiện đại, đóng gói và xếp vào hộp giấy, hộp bánh bao chỉ có nhân bơ lạc và vỏ bánh lăn qua vừng rang hoặc không.

## Tại Việt Nam
Bánh bao chỉ xuất hiện tại Việt Nam cũng tương đối lâu, chủ yếu tại Thành phố Hồ Chí Minh, khi đó bánh bao chỉ khá thông dụng, nó hay được chở trên xe đạp để bán dạo từ sáng sớm. Cái bánh bao chỉ ngày xưa trong ký ức của nhiều người gắn liền với hình ảnh ông già người Hoa chạy xe đạp, phía sau là cái tủ kính đựng bánh bao với giọng rao lơ lớ: "Bánh bao chỉ đây". Nó có mặt khắp hang cùng ngõ hẻm trong thành phố.
Trong thời gian gần đây tại thị trường Việt Nam khi bánh bao chỉ bình dân đang gặp khó khăn để tồn tại thì loại bánh này lại được những khách sạn 5 sao, nhà hàng chuyên bán ăn sáng với những món bữa ăn sáng (dimsum) kiểu Hồng Kông, bánh bao chỉ lại xuất hiện theo một cách khác, mới lạ hơn. Bánh bao chỉ trong các nhà hàng được xem như món tráng miệng sau những bữa ăn chính hoặc là món ngọt cuối bữa điểm tâm.
Chính vì vậy bánh bao chỉ đã xuất hiện trở lại. Sự trở lại của bánh bao chỉ lần này có hệ thống phân phối chuyên nghiệp, bài bản hơn. Cũng tủ kính bên trong chất đầy bánh, bên ngoài luôn tăng cường thêm bảng hiệu màu xanh phản quang. Hiện có hai loại bảng hiệu là "Ngon ơi là ngon" và "Ngon thật là ngon". Bánh bán tại các điểm dọc đường có hai loại nhân là dừa và đậu phộng, giá khoảng 3.000 đồng/cái. Giá bánh rẻ nên ai cũng mua được, gọn gàng, bày hàng khắp nơi, thuận tiện cho người mua lẫn bán.
Tại Thành phố Hồ Chí Minh, bánh bao chỉ được sản xuất theo dạng hộ gia đình, tập trung nhiều ở quận 6, quận Gò Vấp (đây nơi tập trung nhiều người Hoa sinh sống), dù vậy cũng có những cơ sở kinh doanh sản xuất khá kinh doanh và bài bản.. Tuy nhiên, vấn đề đặt ra là vệ sinh an toàn thực phẩm vì loại bánh bao này sản xuất chủ yếu theo kiểu hộ gia đình và cá nhân nên không đảm bảo các tiêu chuẩn vệ sinh. Hàng loạt điểm sản xuất bánh bao chỉ dạng thủ công ở quận Gò Vấp, quận 6 đang sản xuất trong điều kiện rất nhếch nhác, bầy hầy mà Ngành y tế chưa từng kiểm tra loại bánh này. điều đó cũng là một trong những nguyên nhân dễ dẫn đến tình trang ngộ độc thực phẩm.